# Thespios
Dans la mythologie grecque, Thespios ou Thespius (en grec ancien Θέσπιος / Théspios) est un roi de Thespies, fils d'Érechthée ou de Teuthras.
Il eut cinquante filles. Ayant invité Héraclès pour le libérer d'un lion qui terrorisait les bergers du Cithéron, il désira l'avoir comme père de ses petits-enfants. Il lui envoya ainsi chaque soir l'une de ses filles : Héraclès crut ainsi retrouver toujours la même jeune fille et devient ainsi le père de cinquante fils, les Thespiades. Ceux-ci allèrent s'établir en Sardaigne sous la conduite de Iolaos.

### Source
- Marie-Nicolas Bouillet  et Alexis Chassang (dir.), « Thespios » dans Dictionnaire universel d’histoire et de géographie, 1878 (lire sur Wikisource)